# Crime of the Century (lied)
Crime of the Century is een nummer van de Britse band Supertramp. Het nummer verscheen als de achtste en laatste track op hun gelijknamige album uit 1974.

## Achtergrond
Crime of the Century wordt zoals de meeste nummers van Supertramp toegeschreven aan zowel Roger Hodgson als Rick Davies vanwege een contractuele overeenkomst, maar wordt door Hodgson in interviews genoemd als een nummer dat enkel door Davies is geschreven, die ook de leadzang voor zijn rekening neemt. Het album werd uiteindelijk vernoemd naar dit nummer, omdat de band vond dat het het sterkste nummer op het album was. Kort na zijn vertrek bij Supertramp vertelde Hodgson over het nummer: "Er zijn meer mensen die tegen mij hebben gezegd dat dat nummer hen raakte dan bij ieder ander nummer. Dat nummer ontstond toen we [Hodgson en Davies] samenwoonden in Southcombe Farm, Thorncombe, en we aten, sliepen en ademden ideeën voor het album. Het nummer stuiterde wekenlang heen en weer tussen Rick en mij voordat het uiteindelijk vorm kreeg."
Alleen in de eerste helft van Crime of the Century wordt gezongen, de tweede helft is volledig instrumentaal. Het nummer eindigt uiteindelijk in een lange fade-out, waarmee de cirkel in het album compleet is; het openingsnummer School begon met een mondharmonica. Het nummer werd lange tijd live gespeeld tijdens concerten van de band. Het nummer Rood van Marco Borsato kreeg kritiek omdat de pianomelodie te veel zou lijken op de outtro van Crime of the Century, maar er werd nooit een rechtszaak over aangespannen.

## NPO Radio 2 Top 2000
| Nummer met noteringen in de NPO Radio 2 Top 2000 | '18  | '19 | '20 | '21  | '22 | '23  | '24 |
| ------------------------------------------------ | ---- | --- | --- | ---- | --- | ---- | --- |
| Crime of the Century                             | 1031 | 948 | 962 | 1012 | 973 | 1012 | 992 |

1. ↑  Een vetgedrukt getal geeft de hoogste notering aan.
2. ↑  2018 was het eerste jaar met een notering voor dit nummer.